# Batalla de la Vivantière
La batalla de Vivantière, va tenir lloc el 28 de febrer de 1794 durant la Revolta de La Vendée. Va acabar amb la victòria dels Vendéans que van repel·lir un atac dels republicans, però també va anar acompanyat de la matança dels patriotes de diversos centenars d'habitants.

## Preludi
El 27 de febrer de 1794, el general republicà Étienne Cordellier es trobava als erms de Boisjarry, prop de Rocheservière i Vieillevigne, on se li va informar de la presència de les tropes de la Vendée del general Charette a Lucs-sur-Boulogne, situada 5 quilòmetres més al sud. Aleshores, Cordellier va anunciar al general en cap Turreau i al general Duquesnoy que tenia previst atacar-los l'endemà, «a l'alba». Aleshores va escriure que Charette es trobava «en una situació extrema» i «sense recursos», mentre que «els seus germans d'armes es desanimen i fugen de les nostres falanges republicanes, com ovelles davant un gos de pastor».

## Forces presents
No es coneixen exactament les forces implicades. En la seva carta dirigida el dia abans de la batalla al general Turreau, el general Cordellier afirmava que Charette no tenia 2.000 homes al seu comandament. A les seves memòries, el líder reialista Pierre-Suzanne Lucas de La Championnière enfronta 4.500 republicans a 1.200 vendéens6. Segons Le Bouvier-Desmortiers i Lucas de La Championnière, les forces de Charette van ser reforçades poc abans de l'inici de la lluita per una tropa dirigida per Louis Guérin. Es tracta de 600 homes forts per a Le Bouvier-Desmortiers i 300 segons Lucas de La Championnière. Per a l'historiador Lionel Dumarcet, els republicans tenien entre 2.000 i 3.000 homes.

## Desenvolupament
El matí del 28 de febrer, els republicans van abandonar els erms de Boisjarry i van atacar Les Lucs-sur-Boulogne des del nord. Les tropes de Charette bivaquejaven als erms de Vivantière, al sud de Les Lucs.
Cordellier divideix les seves tropes en dues columnes: una dirigida per ell mateix i pel general Crouzat i l'altra pel cap de batalló Matincourt, comandant del 4t batalló de les Ardenes, devint-i-vuit anys i originari d'Autrecourt. Aquesta darrera columna està formada pel 29è regiment d'infanteria, el 6è batalló de voluntaris de París, el 4t batalló de voluntaris de les Ardenes i uns quants cavallers. A l'ala dreta, Cordellier i Crouzat s'han de desplaçar després cap al poble de Grand-Luc, mentre que Matincourt s'ha de moure cap al poble de Petit-Luc i tallar la retirada dels Vendéans cap a l'Herbergement.
Cordellier segueix la riba esquerra del Boulogne, però la seva columna marxa en gran confusió i queda enrere. Matincourt discorre pel marge dret del riu. Ràpidament, els republicans es van dispersar en grups reduïts i van començar a cremar les granges al seu pas i a afusellar els habitants que trobaven. L'operació militar va degenerar en una massacre general durant la qual van ser assassinats centenars d'homes, dones i nens. En tres ocasions, Matincourt va intentar, sense èxit, reformar les files, però tanmateix va acabar apropant-se al Petit Luc. Els fusellers republicans només es van trobar amb uns quants combatents de la Vendée i van marxar a la seva persecució durant aproximadament una hora. Tanmateix, Charette va aparèixer llavors amb el gruix de les seves forces i va sorprendre completament els homes de Matincourt. Massa dispersos, aquests darrers van fugir i van conduir els homes de Crouzat a la seva derrota abans que aquests poguessin entrar en combat. Cordellier, per la seva banda, quedava molt enrere, una part de la seva columna encara no havia travessat el coll del molí d'Audrenière, tot i estar situat no lluny del seu punt de partida. Totes les columnes republicanes es van retirar llavors a Legé, al nord-oest de les Lucs. Els Vendéans van aturar la seva persecució als afores de la ciutat.

## Pèrdues
El 5 de març, en una carta adreçada al Comitè de Seguretat Ciutadana, els representants en missió Prieur de la Marne i Garrau van esmentar la pèrdua d'uns 25 homes en la batalla lliurada a Lucs. No obstant això, l'any 2010, l'historiador Jacques Hussenet estimava després d'una nova investigació que les pèrdues republicanes eren al voltant d'un centenar de morts, és a dir, el 4 per cent de la plantilla.
Pel costat vendeà, el general Cordellier afirma a les seves memòries, escrites el 1798, que 25 reialistes van ser morts a Lucs.

## Conseqüències
Després de la batalla, Charette abandona els Lucs i es dirigeix cap al sud. Va passar la nit al Château du Pont-de-Vie, a la comuna de Poiré-sur-Vie, i després va atacar La Roche-sur-Yon, sense èxit.
Les forces republicanes es van tornar a moure ràpidament. Present a Machecoul en el moment de la batalla de Lucs, el general Haxo va anunciar l'endemà la seva sortida cap a Palluau amb una columna de 2.000 homes. Per la seva banda, Cordellier va llançar un contraatac a Les Lucs amb les seves columnes i la de Legé, dirigida per Rouget, el comandant del 4t batalló de voluntaris de Deux-Sèvres, que depenia del general Haxo. Els republicans no van trobar rastre de les tropes de Charette i van cometre noves massacres entre Legé i els Lucs.
Matincourt, detingut i tancat a Nantes per ordre del general Cordellier. El 4 de març, aquest el va denunciar davant els representants en missió, acusant-lo d'haver provocat la derrota de les seves tropes al Lucs: «el ciutadà Matincourt es va interferir en fer córrer les seves tropes aquí i allà i sense ordres a la persecució d'alguns bandolers. […] El ciutadà Matincourt és culpable d'un gran crim, i pel qual la República demana venjança.»
 Tanmateix, el 8 d'abril, 58 oficials, suboficials i voluntaris van signar una declaració per defensar el seu comandant. Matincourt va ser jutjat a Nantes, davant la comissió militar de Lenoir, però va ser absolt i reincorporat al seu comandament.